# Harry Sullivan
Le Lieutenant-Docteur Harry Sullivan est un personnage de fiction joué par Ian Marter dans la série Doctor Who, c'est un soldat et médecin d'United Nations Intelligence Taskforce (UNIT), une unité chargée de défendre la Terre des attaques d'extraterrestres. Compagnon du Docteur, ce personnage est apparu de façon régulière durant la 12e saison de 1974 à 1975. Il apparaît dans 7 sérials durant 28 épisodes.

## Apparition
Le médecin Harry Sullivan est à l'origine un lieutenant chirurgien de la Royal Navy qui s'est retrouvé en tant que médecin d'UNIT, l'organisation militaire pour laquelle le Docteur fait office de conseiller scientifique. Son nom est prononcé pour la première fois dans l'épisode « Planet of the Spiders » lorsque le Brigadier Lethbridge-Stewart pense que le Docteur est tombé dans le coma, mais on ne voit pas le personnage à l'écran. Il apparaît pour la première fois dans l'épisode « Robot » après la régénération du 3e Docteur vers le 4e Docteur (joué par Tom Baker). À la fin de l'épisode, le Docteur l'invite à voyager dans le TARDIS avec Sarah Jane Smith (jouée par Elisabeth Sladen) pour un voyage qui durera le temps de quelques aventures.
Ensemble, ils affronteront les Wirrns, un sontarien, des Daleks et des Cybermen. Le personnage disparaît dans le premier épisode de la 13e saison, « Terror of the Zygons » (tourné et scénarisé pour être le dernier épisode de la saison 12). À la fin de cet épisode, le Docteur offre à Harry de rejoindre Londres dans le TARDIS, mais celui-ci décide de rentrer par le train. Le Docteur et Sarah continuent le voyage sans lui. Harry réapparaît trois épisodes plus tard dans « The Android Invasion » aux côtés des membres de UNIT.
Le personnage devait réapparaître dans l'épisode de 1983, « Mawdryn Undead », afin de fêter les 20 ans de la série, mais c'est le Brigadier Lethbridge-Stewart (joué par Nicholas Courtney) qui fut retenu à sa place. Harry est mentionné dans l'épisode par le Brigadier qui explique qu'il a travaillé pour l’OTAN et qu'il est actuellement agent du MI-5.
Il est fait mention de lui dans la série dérivée de Doctor Who, The Sarah Jane Adventures. Ainsi on trouve une photo de lui dans le grenier de Sarah Jane dans l'épisode pilote, ainsi qu'une photo du Brigadier et de K-9. Dans l'épisode « Death of the Doctor » Sarah Jane explique que Harry a continué sa vie en tant que docteur et a sauvé des milliers de vie grâce à un vaccin de son invention.

## Caractéristiques
Harry a des attitudes qui rappelle le stéréotype de l'anglais vieux-jeu. Il cause parfois des incidents et utilise quelques tics de langage archaïques, surnommant Sarah Jane "old thing" (vieille chose) ou "old girl" (vieille fille). Il a toutefois une attitude brave, volontaire, et sait s'adapter aux situations étranges dans lesquelles il se trouve. Cela lui arrive de fonctionner de manière peu subtile, ce qui poussera le Docteur à déclarer, dans un moment de frustration, que « Harry Sullivan est un imbécile ! » Toutefois il est bien-aimé par Sarah et le Docteur.
Le personnage avait originellement été créé afin de servir d'homme d'action de la série au cas où le nouveau Docteur serait joué par un homme trop vieux (Sarah Jane se moque de Harry en le surnommant James Bond dans un épisode). Le nouveau Docteur ayant été incarné par un Tom Baker quadragénaire, il fut décidé que son personnage ne sera pas reconduit pour la nouvelle saison. Le producteur Philip Hinchcliffe regrettera plus tard cette décision, Harry ayant été un compagnon populaire assez apprécié du public et le trio formé avec le Docteur et Sarah Jane fonctionnait assez bien.

## Autres médias
Le personnage de Harry Sullivan réapparaît dans de nombreux comic books, romans ou pièces radiophoniques dérivées de Doctor Who, mais ceux-ci ne correspondent pas au canon de la série et se contredisent eux-mêmes. En 1985, un roman dérivé Harry Sullivan's War, fut écrit par Ian Marter lui-même.